# Linia kolejowa Zella-Mehlis – Wernshausen
Linia kolejowa Zella-Mehlis – Wernshausen – lokalna, jednotorowa i niezelektryfikowana linia kolejowa w kraju związkowym Turyngia, w Niemczech. Łączy miejscowości Zella-Mehlis i Wernshausen.